# Orthotrichum malacothecium
Orthotrichum malacothecium är en bladmossart som beskrevs av C. Müller 1882. Orthotrichum malacothecium ingår i släktet hättemossor, och familjen Orthotrichaceae. Inga underarter finns listade i Catalogue of Life.